# Seidelia triandra
Seidelia triandra là một loài thực vật có hoa trong họ Đại kích. Loài này được (E.Mey.) Pax miêu tả khoa học đầu tiên năm 1889.